# Луї Полан

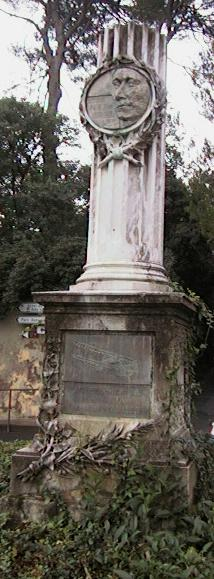
Пам'ятник на могилі Луї Полана

Луї Полан (фр. Louis Paulhan [фр.: [pɔlɑ̃]], 19 липня 1883, Пезенас, департамент Еро, Лангедок-Русійон — 10 лютого 1963, Сен-Жан-де-Люз, Атлантичні Піренеї) — французький льотчик, спортсмен. Піонер повітроплавання. Один із засновників французької авіації.

## Біографія
Шлях в авіацію почав з моделювання, конструювання та будівництва дирижаблів. Пізніше захопився планеризмом. Навчився літати і придбав ліцензію пілота.
Учасник багатьох міжнародних авіазмагань (Ніцца, Верона, Лондон, Лос-Анджелес та ін). Серед його суперників були відомі авіатори Михайло Єфімов, Юбер Латам, Гео Шаве та ін.
Увійшов в історію авіації Франції і світу, як пілот, який встановив кілька світових рекордів по досягненню максимальних висот польотів в атмосфері на літальних апаратах. У липні 1909 року на авіашоу у Дуе, керуючи літаком Farman, набрав швидкість 134 км / год і піднявся на висоту 150 м, 20 листопада того ж року на «Фармані» набрав 600 м (вище двох Ейфелевих веж), у 1909 році в Ліоні — вже 920 м, а 9 січня 1910 на авіашоу в Лос-Анджелесі (США) на своїй «етажерці» досяг небувалої для того часу висоти 1269 метрів з тривалістю польоту 1 година 49 хвилин.
В довершення тріумфу, Полан, на висоті 200 метрів вимкнув мотор і спланував на льотне поле цілим і неушкодженим. Цим він довів радісній публіці, що аероплан не іграшка вітрів, а може літати швидше і далі птахів. На змаганнях під Лос-Анджелесом він заробив за тиждень більше за всіх інших учасників — 19 000 доларів.
19 квітня 1910 року встановив новий рекорд польоту на дальність. Його «Фарман» пролетів 186 км від Орлеана до Труа.
27-28 квітня того ж року він виграв 300-кілометрову дистанцію на Air Race Daily Mail між Лондоном і Манчестером і був нагороджений призом у розмірі 10 000 фунтів стерлінгів.
У 1910 році Полан одним з перших пілотів став літати на гідропланах і виграв приз £ 10 000 за найбільшу кількість авіарейсів, виконаних за рік. У лютому 1912 року відкрив авіаційну школу в Вільфранш-сюр-Мер.
Учасник Першої світової війни. Служив лейтенантом як пілот з 15 вересня 1914 року в північній Франції. У 1915 році був переведений в Сербію, де був не тільки найдосвідченіщим, але і найстаршим авіатором. У Сербії командував ескадрильєю з 10 літаків моделі «Моріс Фарман». Йому приписують перше авіаперевезення поранених, коли він евакуював тяжкохворого генерала Мілана Штефаника.
В 1927 році був співзасновником фірми Société Continentale Parker у Франції.
Нагороджений французьким Військовим хрестом (1914—1918) і офіцерським орденом Почесного легіону.
Полан помер 10 лютого 1963 року в Сен-Жан-де-Люз. Похований у своєму рідному місті Пезенас.